# Luna (pattinaggio)

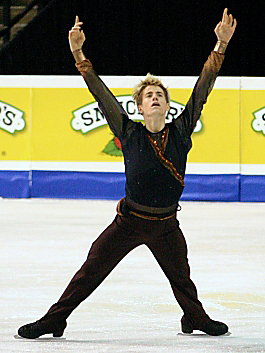
Jeffrey Buttle, pattinatore di singolo canadese, esegue una Luna sul filo interno.

La Luna su filo interno è una figura del pattinaggio su ghiaccio e anche del pattinaggio a rotelle, dove viene chiamata papera.
In questa figura il pattinatore o la pattinatrice hanno le gambe leggermente divaricate ed entrambi i piedi sono rivolti verso l'esterno con i pattini sulla medesima linea. Si deve avere  il peso (cioè "premere") sulla parte interna della lama nel caso del pattinaggio su ghiaccio, oppure sulle ruote interne nel caso del pattinaggio a rotelle. La papera e può essere eseguita affrontando una curva dal filo esterno o da quello interno.
La papera si divide fondamentalmente in tre tipi:
- papera normale

- papera a 4 ruote

- papera abbassata.